# 西山公園駅
西山公園駅（にしやまこうえんえき）は、福井県鯖江市長泉寺町一丁目にある、福井鉄道福武線の駅である。駅番号はF6。

## 歴史

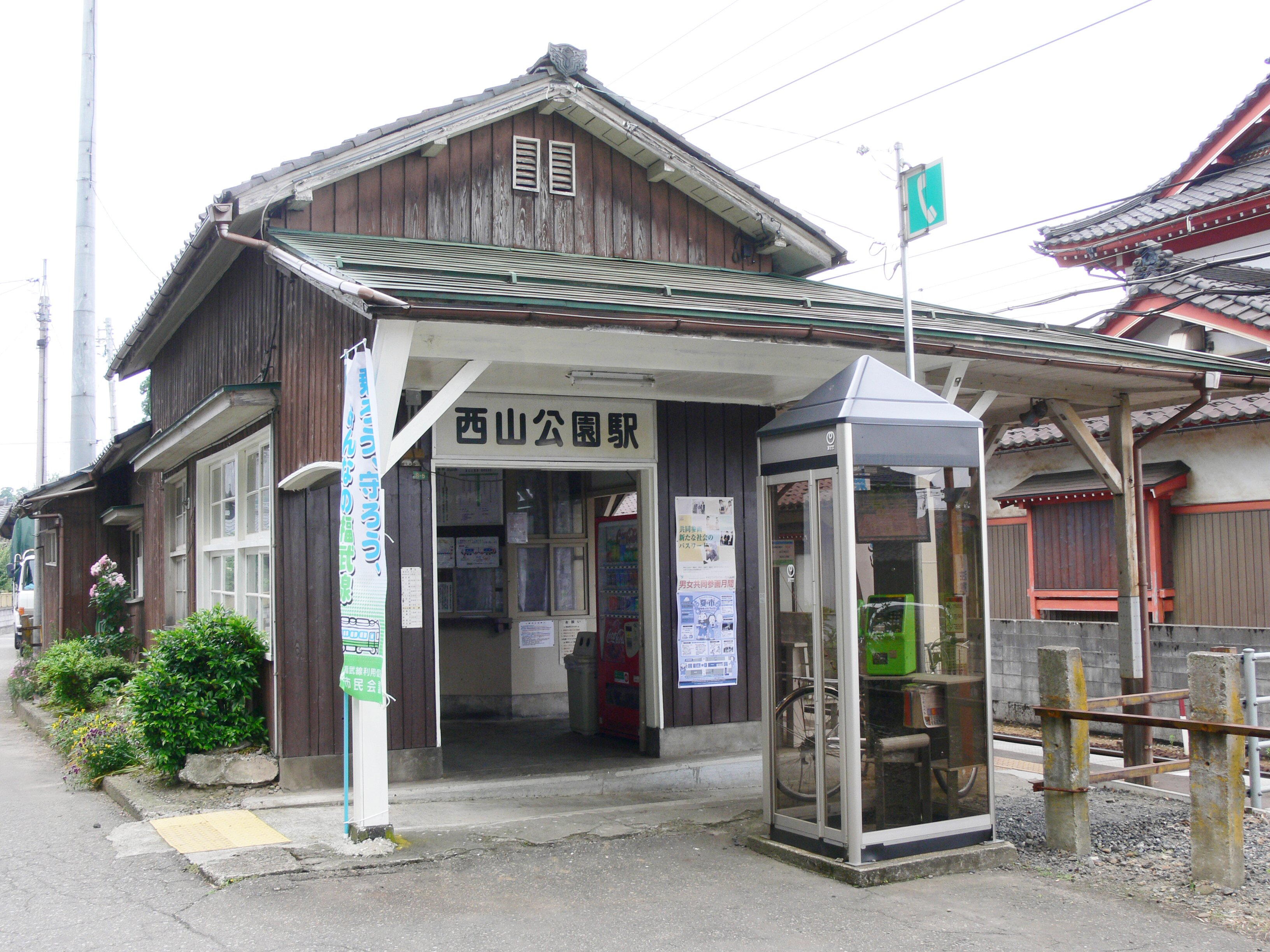
旧駅舎（2009年6月）

- 1924年（大正13年）2月23日：福武電気鉄道の開通に伴い[4][5]、下鯖江駅（しもさばええき）として開業[1][2]。その後廃止[1]。
- 1950年（昭和25年）5月15日：福井鉄道福武線の駅として、旧駅から西鯖江方に再開業[1]。
  - なお、文献によっては、開業日を1924年（大正13年）とするもの[1][2]、1929年[6]（昭和4年）8月13日とするもの[7]、1950年（昭和25年）とするもの[8]に分かれている。
- 1971年（昭和46年）7月13日：駅業務を廃止、無人化（無人駅）[7]。
- 1987年（昭和62年）4月10日：駅名を西山公園駅に改称[1][6][7]。
- 2010年（平成22年）11月20日：駅舎改修が完了し、西山公園駅改修工事竣工記念式典が行われた[9]。

## 駅構造
単式ホーム1面1線を線路の西側に有する地上駅で無人駅である。駅舎は木造平屋建てで、待合室と出札窓口があるが、出札窓口は普段閉鎖されている。駅舎改修を行ったときにバリアフリー対応トイレと駐輪場が設置された。駅前には公衆電話がある。

## 利用状況
「鯖江市統計書」によると、1日平均の乗車人員は以下のとおりである。
| 乗車人員推移 | 乗車人員推移 |
| 年度         | 1日平均人数  |
| ------------ | ------------ |
| 2001年       | 71           |
| 2002年       | 70           |
| 2003年       | 50           |
| 2004年       | 64           |
| 2005年       |              |
| 2006年       |              |
| 2007年       | 44           |
| 2008年       |              |
| 2009年       |              |
| 2010年       | 54           |
| 2011年       | 49           |
| 2012年       | 34           |
| 2013年       | 41           |
| 2014年       | 37           |
| 2015年       | 37           |
| 2016年       | 35           |
| 2017年       | 26           |
| 2018年       | 27           |
| 2019年       | 24           |

## 駅周辺
当駅周辺は住宅地となっている。
- 西山公園
  - 鯖江市西山動物園
  - 道の駅西山公園
- 鯖江市進徳小学校
- 鯖江市まなべの館
- 鯖江・丹生消防組合
- 鯖江市役所

## 隣の駅
福井鉄道
■福武線
■急行・■臨時急行
通過
■区間急行・■普通
西鯖江駅 (F5) - 西山公園駅 (F6) - 水落駅 (F7)